# Metzgeria liebmanniana
Metzgeria liebmanniana là một loài Rêu trong họ Metzgeriaceae. Loài này được Lindenb. & Gottsche mô tả khoa học đầu tiên..